# Aleksiejewskoje
Aleksiejewskoje – osiedle typu miejskiego w Rosji, w Tatarstanie. W 2010 roku liczyło 11 224 mieszkańców.